# Mary Renault
Pour les articles homonymes, voir Renault (homonymie).
Œuvres principales
La Danse du taureau
Le Masque d'Apollon
Le Feu du ciel
L'Enfant perse
Mary Renault, née Eileen Mary Challans (née le 4 septembre 1905 et morte le 13 décembre 1983), est une romancière britannique dont les œuvres les plus connues sont des romans historiques ayant pour cadre la Grèce antique. À partir de 1948, elle vit en Afrique du Sud.

## Biographie
Eileen Mary Challans naît le 4 septembre 1905 à Forest Gate, dans l'Essex (à présent dans Londres), au Royaume-Uni. Elle fait ses études au St Hugh's College d'Oxford, qui est un collège réservé aux femmes à cette époque. Elle y reçoit un diplôme d’undergraduate en anglais en 1928. Elle suit ensuite une formation d'infirmière au Radcliffe Infirmary, un hôpital du centre d'Oxford. Elle y rencontre Julie Mullard, une collègue infirmière, avec qui elle noue une liaison qui durera toute sa vie. 
Tout en poursuivant une carrière d'infirmière, elle commence à écrire. Elle soigne les réfugiés évacués de Dunkerque à l'hôpital de Winford dans la région de Chew Valley (dans le Nord du Somerset) et elle travaille au service de chirurgie du cerveau du Radcliffe Infirmary jusqu'en 1945. En 1939, elle publie son premier roman, Purposes of Love, qui, comme la plupart de ses premiers romans, se déroule à l'époque contemporaine ; la romancière Linda Proud décrit le livre, comme « un étrange mélange de platonisme et de romance d'hôpital ». En 1943, elle publie un roman intitulé The Friendly Young Ladies qui décrit une relation lesbienne entre une écrivaine et une infirmière et semble avoir été inspirée par sa propre relation avec Julie Mullard.
En 1948, avec son roman Return to Night, Mary Renault remporte le prix Metro-Goldwyn-Mayer d'une valeur de 150 000 dollars. Renault et Mullard émigrent alors en Afrique du Sud où elles passeront le reste de leur vie. Là, selon Linda Proud,, elles trouvent une communauté d'expatriés homosexuels qui « avaient fui les attitudes répressives alors adoptées au Royaume-Uni envers l'homosexualité en faveur de l'atmosphère par comparaison plus libérale de Durban... Mary et Julie eurent alors la possibilité de fonder ensemble un foyer dans ce nouveau pays sans que cela provoque le tollé qu'elles avaient parfois soulevé dans leur pays natal. » Renault et Mullard adoptent cependant une attitude critique envers les aspects moins ouverts de leur nouveau pays et s'engagent dans le mouvement Black Sash opposé à l'apartheid dans les années 1950.
En 1953, Mary Renault publie The Charioteer (L'aurige), qui se déroule dans les années 1940 et décrit l'histoire de deux conscrits homosexuels qui prennent modèle sur les idées du Phèdre et du Banquet de Platon pour vivre leur amour. 
Mary Renault meurt au Cap le 13 décembre 1983.

## Œuvres
Les romans historiques de Mary Renault se déroulent tous en Grèce antique. Ils comptent notamment un diptyque consacré au héros mythologique Thésée et une trilogie suivant la vie d'Alexandre le Grand. Mary Renault n'était pas helléniste de formation, mais ses romans montrent une reconstitution attentive de l'Antiquité. Certains éléments figurant dans ses romans historiques et dans sa biographie The Nature of Alexander ont cependant été remis en question ou sont désormais dépassés. Selon Kevin Kopelson, professeur d'anglais à l'université d'Iowa, Mary Renault décrit  à tort les relations pédérastiques en Grèce antique sous un jour héroïque qu'elles n'avaient pas nécessairement. Ses romans sur Thésée s'appuient sur les écrits controversés de Robert Graves. Dans The Last of the Wine, elle met en scène un Démosthène cruel, corrompu et lâche, contrairement à la réputation généralement favorable qui est la sienne depuis l'Antiquité. Mary Renault défendait ses partis pris dans des notes d'autrice placées à la fin de ses romans.
D'autres types de critiques ont été émis à propos des romans de Renault. Dans sa biographie, David Sweetman remarque que Renault donne souvent un portrait négatif des personnages de mères et que ses tout derniers romans donnent une image négative des femmes en général, ce que note également Carolyn Heilburn.
Les romans de Mary Renault trouvent rapidement un lectorat d'hommes homosexuels. L'écrivain et critique américain Daniel Mendelsohn relate ainsi, dans un article du New Yorker paru en 2013, la façon dont la lecture des romans de Renault l'a aidé à reconnaître et à accepter son homosexualité dans son adolescence.

## Publications

### Romans à sujets contemporains
- 1939 : Purposes of Love (titre américain : Promise of Love)
- 1940 : Kind Are Her Answers (1940)
- 1944 : The Friendly Young Ladies (titre américain : The Middle Mist)
- 1947 : Recours à la nuit (Return to Night, littéralement Retour à la nuit)
- 1948 : The North Face
- 1953 : The Charioteer

### Romans historiques
- 1956 : Lysis et Alexias (The Last of the Wine). Le roman se déroule à Athènes pendant la guerre du Péloponnèse. Le personnage principal est un élève de Socrate.
- 1958 : La Danse du taureau (The King Must Die). La vie du héros mythologique Thésée jusqu'à la mort de son père Égée.
- 1962 : The Bull from the Sea. Suite du roman précédent : le reste de la vie de Thésée.
- 1966 : Le Masque d'Apollon (The Mask of Apollo). La vie d'un acteur à l'époque de Platon et de Denys le Jeune.
- 1969 : Le Feu du ciel (Fire from Heaven). La jeunesse d'Alexandre le Grand de l'âge de quatre ans jusqu'à la mort de son père.
- 1972 : L'Enfant perse (The Persian Boy). La conquête de l'empire perse par Alexandre au travers du personnage de Bagoas.
- 1978 : The Praise Singer. Sur la vie du poète Simonide de Céos.
- 1981 : Les Jeux funéraires (Funeral Games). La mort d'Alexandre le Grand et les querelles entre ses successeurs, les diadoques.

### Autres publications
- 1964 : Le Lion aux portes de la ville (The Lion in the Gateway: The Heroic Battles of the Greeks and Persians at Marathon, Salamis, and Thermopylae). Livre sur les guerres médiques.
- 1975 : The Nature of Alexander. Biographie d'Alexandre le Grand.